# Economia aplicada
Economia aplicada refere-se à aplicação da teoria e análise económicas.
Apesar de não ser um campo de estudo da economia, é tipicamente caracterizada pela utilização da teoria económica e econometria para endereçar as questões práticas de um conjunto de campos, incluindo a economia do trabalho, organização industrial, economia do desenvolvimento, economia da saúde, economia monetária, política económica e história da economia.
O processo frequentemente implica reduzir o nível de abstração usado. Existe uma variedade de abordagens, que incluem estudos empíricos usando econometria, análise de insumo-produto ou simulação, mas também estudos de caso, analogia histórica e o senso-comum ou "vernáculo".
Este leque de abordagens é indicativo do que Backhouse and Biddle argumentam ser a natureza ambígua do conceito de economia aplicada. Trata-se de um conceito que pode ter vários significados.

## Origens do termo
A origem e o significado da economia aplicada tem uma longa história, remontando à escrita de Say e Mill. Say escreveu sobre "aplicação" dos "princípios gerais da economia política" para "verificar a regra de ação de qualquer combinação de circunstâncias que nos seja apresentada". O título completo do trabalho de Mill (1848) é "Principles of Political Economy with Some of Their Applications to Social Philosophy" (que pode ser traduzido por "Princípios de economia política e algumas de suas aplicações à filosofia social").